# Даниел Киш
Даниел Киш е словашки футболист, вратар. Роден е на 14 април 1984 г. в Галанта, Словакия. Висок е 192 см и тежи 94 кг. Играе половин сезон в Левски (София) под наем. В края на 2008 след неубедителното си представяне в отбора е върнат на Слован (Братислава).